# Laféline
Laféline ist eine französische Gemeinde mit 183 Einwohnern (Stand: 1. Januar 2022) im Département Allier in der Region Auvergne-Rhône-Alpes (vor 2016 Auvergne). Sie gehört zum Arrondissement Vichy und ist Mitglied im Gemeindeverband Communauté de communes Saint-Pourçain Sioule Limagne. Die Bewohner werden Lafélinois und Lafélinoises genannt.

## Geographie

### Lage
Laféline liegt im Norden der Auvergne in der historischen Provinz Bourbonnais, etwa 23 Kilometer südsüdwestlich vom Stadtzentrum von Moulins und etwa 28 Kilometer nordnordwestlich von Vichy.

### Nachbargemeinden
Umgeben ist Laféline von den Nachbargemeinden Treban im Norden, Meillard im Nordosten, Bransat im Osten, Cesset im Südosten, Fleuriel im Süden sowie Le Theil im Westen.

### Gewässer
Das Gemeindegebiet wird vom Fluss Gaduet durchquert, das zur Sioule entwässert.

## Bevölkerungsentwicklung
| Jahr      | 1962 | 1968 | 1975 | 1982 | 1990 | 1999 | 2006 | 2011 | 2016 | 2019 |
| --------- | ---- | ---- | ---- | ---- | ---- | ---- | ---- | ---- | ---- | ---- |
| Einwohner | 400  | 339  | 308  | 226  | 178  | 173  | 189  | 243  | 203  | 193  |

## Sehenswürdigkeiten
- Kirche Saint-Martin aus dem 14. Jahrhundert, seit 1963 Monument historique
- Priorat von Reugny mit romanischer Kapelle aus dem 12. Jahrhundert, Monument historique seit 1994
- Burg Le Bouchat aus dem 14. Jahrhundert, Monument historique seit 1965

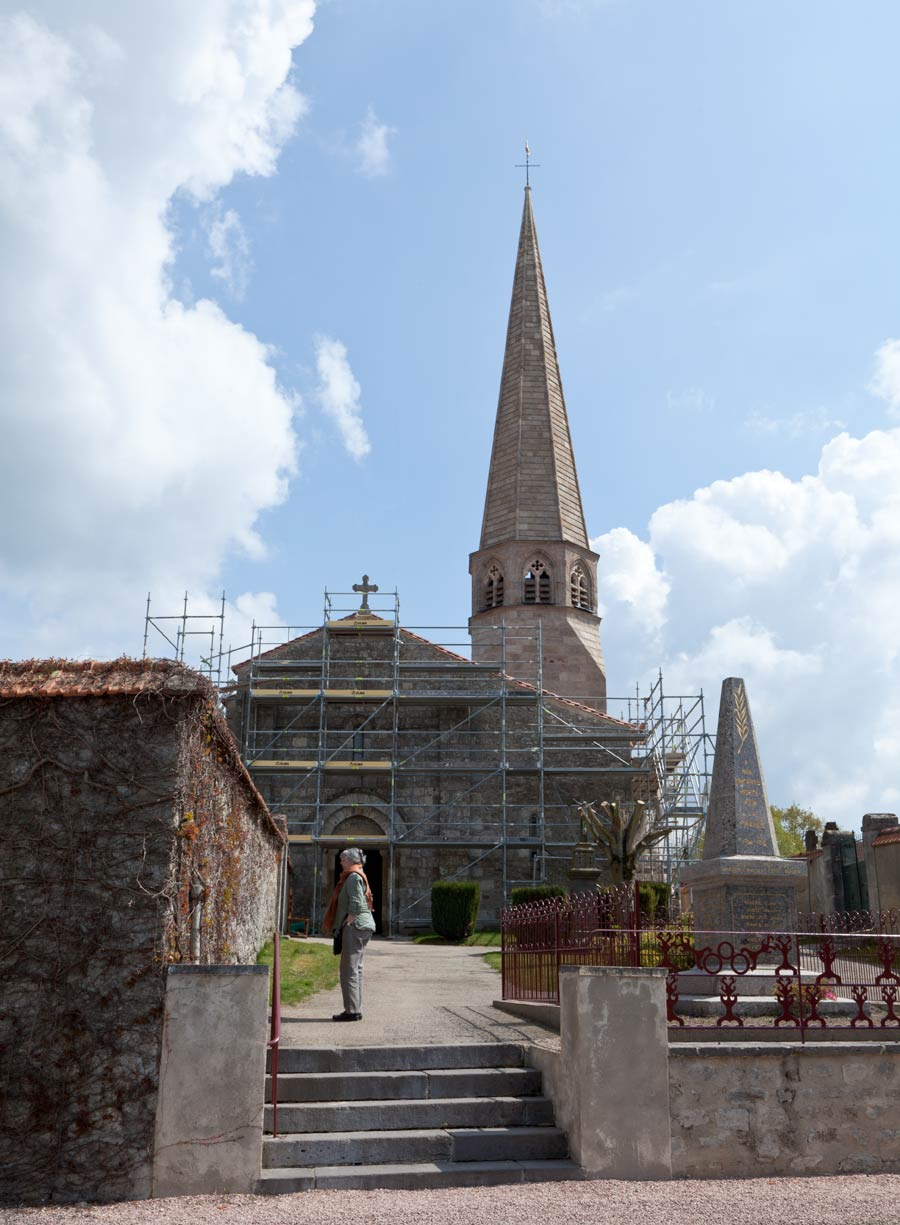
Kirche Saint-Martin
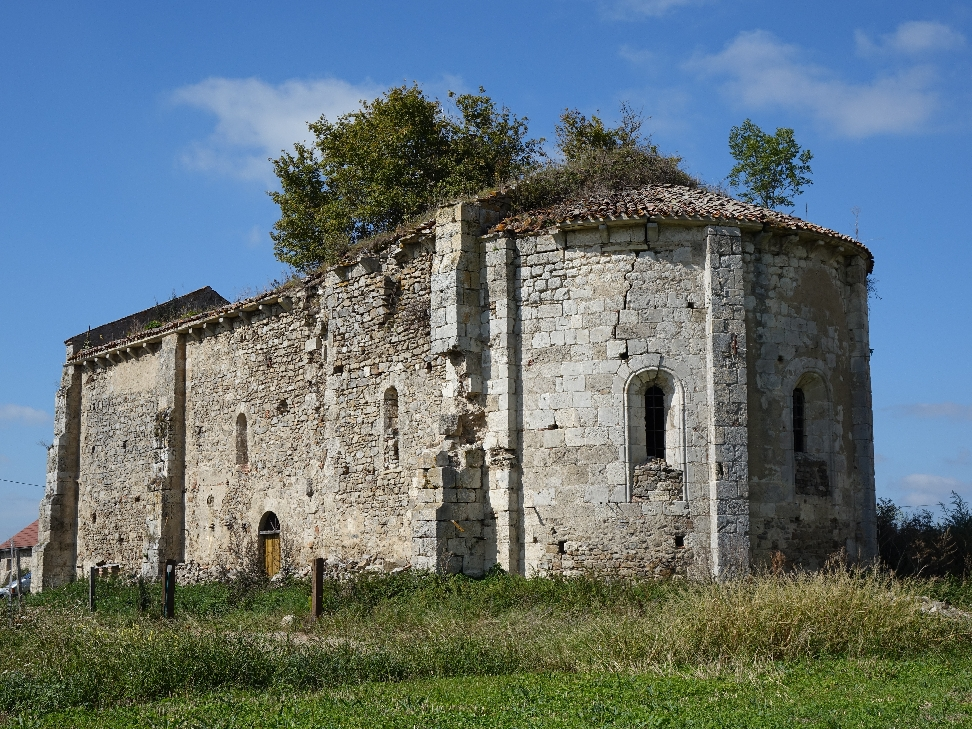
Ruine der Kapelle des Priorats Reugny
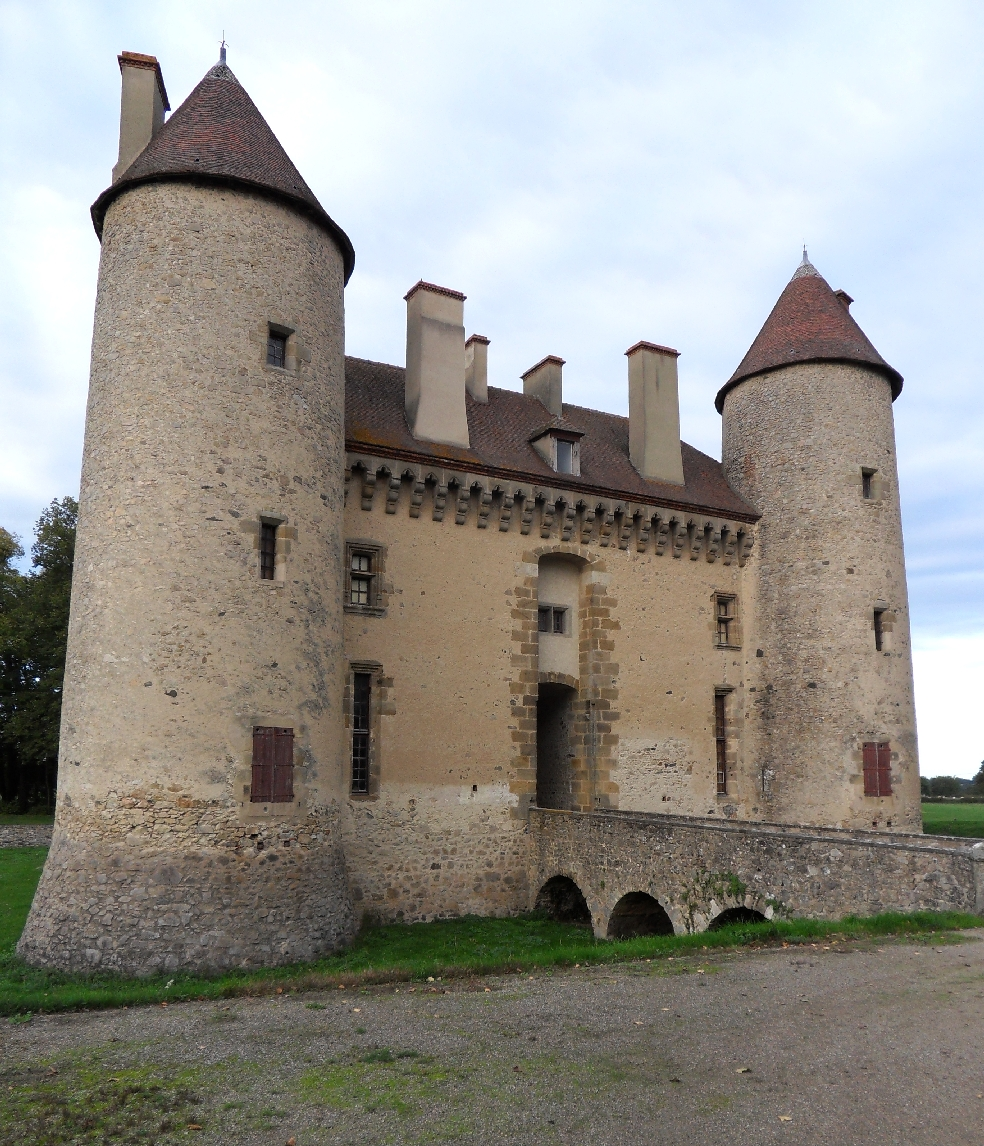
Burg Le Bouchat